# ESZVV Totelos
Eindhovense Studenten Zaal Voetbal Vereniging Totelos is een Eindhovense studentenzaalvoetbalvereniging. 

## Karakteristieken
De vereniging heeft meerdere teams, zowel voor dames als voor heren, die uitkomen in competities op elk niveau. De teams komen uit in drie verschillende competities; de zaalvoetbalcompetities van de KNVB en de NZVB, en aan een interne competitie waar ook verschillende studententeams van buiten de vereniging aan meedoen. De vereniging organiseert jaarlijks het internationale zaalvoetbaltoernooi IUTT. Daarnaast organiseert de vereniging voor haar leden tevens meerdere borrels per jaar, vanuit stamkroeg ‘t Lempke. 

## Geschiedenis
Totelos werd opgericht op 6 november 1978.
Het eerste herenteam werd in 2017 Nederlands Studenten Kampioen in de Topklasse. In 2017 werd het team Dames 1 voor het eerst in haar geschiedenis kampioen in de Hoofdklasse, en herhaalde dit drie keer op rij. In 2020 speelde het team een half jaar in de Eredivisie voor vrouwenzaalvoetbal, waarna het weer terugkeerde in de Hoofdklasse.

## Competities en wedstrijden
Extern wordt er competitie gespeeld bij twee organisaties. Meerdere teams zijn aangemeld bij de Koninklijke Nederlandse Voetbalbond. Spelers komen alleen in aanmerking voor het team als ze aan de TU/e of Fontys of als student aan een andere universiteit verbonden zijn. Daarnaast wordt er ook gespeeld in de Eindhovense competitie van de Nederlandse Zaalvoetbal Bond. Het eerste team van E.S.Z.V.V. Totelos speelt in de Hoofdklasse A, de hoogste divisie binnen deze competitie.
De interne competitie is in eerste instantie de competitie voor leden van Totelos. Deelname staat echter open voor zowel teams uit de eigen gelederen als teams bestaande uit andere studenten van de Fontys en TU/e. Zowel naar sekse gescheiden als gemengde teams doen aan deze competitie mee. Sinds seizoen 1991/1992 overstijgt het aantal externe teams de interne teams.
Sinds 1984 organiseert de vereniging jaarlijks het internationaal studentenzaalvoetbaltoernooi International University Totelos Tournament (UITT). De deelnemende teams bestaan uit studenten aan instellingen in onder meer Frankrijk, Italië, Duitsland en Nederland.

## Interne structuur
Het bestuur bestaat uit leden die studeren aan de TU Eindhoven en de Fontys Hogeschool.